# Лаимберды
Лаимберды — река в России, течёт по территории Баймакского и Зилаирского районов Башкортостана. Впадает в Сакмарское водохранилище, ранее устье реки находилось в 626 км по левому берегу реки Сакмара. Длина реки составляет 10 км.

## Данные водного реестра
По данным государственного водного реестра России относится к Уральскому бассейновому округу, водохозяйственный участок реки — Сакмара от истока до впадения реки Большой Ик. Речной бассейн реки — Урал (российская часть бассейна).
Код объекта в государственном водном реестре — 12010000512112200004983.